# 天台徳韶
天台徳韶（てんだい とくしょう）は、中国の五代十国時代の法眼宗の僧。呉越の忠懿王銭弘俶の国師。俗姓は陳。

## 略歴
処州龍泉県（『宋高僧伝』では縉雲県）の出身。生まれる前、母が白い光に身体が触れる夢をよく見たと伝える。15歳の時、異国の僧から出家を勧められ、17歳の時に地元の龍帰寺で出家、20歳の時に信州開元寺で受戒する。投子大同や龍牙居遁などの諸師を歴訪し、法眼文益に師事して「曹源一滴水」の話で開悟し、その法を嗣ぐ。その後、天台山に住む。
天福12年（947年）、銭弘俶が台州刺史として赴任してくると、彼に帰都を勧めた。まもなく、胡進思のクーデターにより銭弘倧は廃位され、銭弘俶が新王として擁立された。翌乾祐元年（948年）、杭州に招かれて国師となった。義寂の依頼で散逸した天台智顗の書物を銭弘俶に依頼して高麗より取り寄せ、天台の教義を復興させた。
説法は簡明で分かりやすく、入門者が途絶えることはなかった。また、聞聞、聞不聞、不聞聞、不聞不聞の4つの教化法を教えた。
開宝5年6月28日（972年8月9日）に遷化。世寿82、法臘65。

## 伝記
- 『十国春秋』巻89「呉越13列伝」
- 『宋高僧伝』巻13
- 『景徳伝灯録』巻25